# القبلة (الكويت)
القبلة، منطقة من مناطق محافظة العاصمة في الكويت، وسُميت بهذا الاسم لأنها تقع في مكان قبلة قصر السيف.

## معالم المنطقة
سُميت جبلة (الجنوب الغربي) بالنسبة لمنطقة السوق وبالمقابل هناك منطقة الشرق كذلك لوقوعها شرق القصر والسوق.
وتعتبر مركزًا لمدينة الكويت، حيث تضم العديد من المنشآت الحكومية والمراكز الاقتصادية والتجارية وغيرها العديد من المعالم المهمة:
- دوار الشرتون.
- صالة التزلج.
- مجمع البنوك.
- الصالحية الحالية.